# ديفيد شنايدر (تنس)
ديفيد شنايدر (بالإنجليزية: David Schneider)‏ مواليد 17 مايو 1955 في جوهانسبرغ، جنوب أفريقيا، هو لاعب كرة مضرب جنوب أفريقي سابق وكان يلعب باليد اليمنى. أعلى تصنيف له في الفردي كان المركز الـ 82 في سنة 1978.

## النهائيات

### الزوجي: 2 (0–2)
| الحصيلة | الرقم | السنة | الدورة                        | الأرضية | الشريك         | المنافس في النهائي         | النتيجة في النهائي |
| ------- | ----- | ----- | ----------------------------- | ------- | -------------- | -------------------------- | ------------------ |
| الوصافة | 1.    | 1981  | جوهانسبرغ، جنوب أفريقيا       | صلبة    | شلومو جليكستين | برنار ميتون ريمون مور      | 5–7, 6–3, 1–6      |
| الوصافة | 2.    | 1981  | ساوث أورانج، الولايات المتحدة | ترابية  | شلومو جليكستين | فريتز بونينج أندرو باتيسون | 1–6, 4–6           |

## روابط خارجية
- ديفيد شنايدر على موقع رابطة محترفي التنس (الإنجليزية)
- ديفيد شنايدر على موقع الاتحاد الدولي لكرة المضرب (الإنجليزية)
- ديفيد شنايدر على موقع كأس ديفيز (الإنجليزية)
- ديفيد شنايدر على موقع خلاصة التنس.كوم (الإنجليزية)